# NGC 3201
NGC 3201 (également appelé Caldwell 79) est un amas globulaire de la constellation des Voiles, possédant une très faible concentration d'étoiles en son centre. Cet amas a été découvert par l'astronome écossais James Dunlop le 1er mai 1826, qui l'a inscrit dans son catalogue de 1827. On donne généralement la date comme étant le 28 mai, mais selon Wolfgang Steinicke il l'a aussi observé le 1er mai. Il l'a décrite comme « une assez grande et brillante nébuleuse ronde, de 4 ou 5' de diamètre, très progressivement condensée vers le centre, facilement résolue en étoiles ; la forme est assez irrégulière, et les étoiles sont considérablement éparpillées au sud »,.
La vitesse radiale de cet amas est anormalement élevée, de 481,9 km/s à 494 km/s selon les sources, soit plus que n'importe quel autre amas connu. Elle correspond à une vitesse relative par rapport au centre de la Voie lactée (vitesse particulière) de 240 km/s qui, bien qu'élevée, reste plus faible que la vitesse de libération de la Voie lactée. NGC 3201 est situé à une distance de 16 000 années-lumière du Soleil et sa masse est estimée à 254 000 fois celle du Soleil,.
Selon une étude publiée en 2011 par J. Boyles et ses collègues, la métallicité de l'amas NGC 3201 est égale à -1,59 et sa masse est égale à 254 000 {\displaystyle M_{\odot }}. Dans cette même étude, la distance de l'amas est estimée à environ 4,9 Mpc (∼16 millions d'al). Dans une autre étude publiée en 2010, la métallicité de NGC 3201 est estimée à -1,24 [Fe/H] et son âge à 10,24 milliards d'années. Une autre source évalue son âge à 12,0 milliards d'années.
La population stellaire de ce groupe est hétérogène, variant avec la distance depuis le centre. La température effective des étoiles montre une augmentation avec la distance, avec les étoiles les plus rouges et froides situées plutôt près du centre. NGC 3201 et Messier 4 sont les seuls amas montrant une nette hétérogénéité de la population stellaire.

## Un trou noir à l'intérieur de NGC 3201

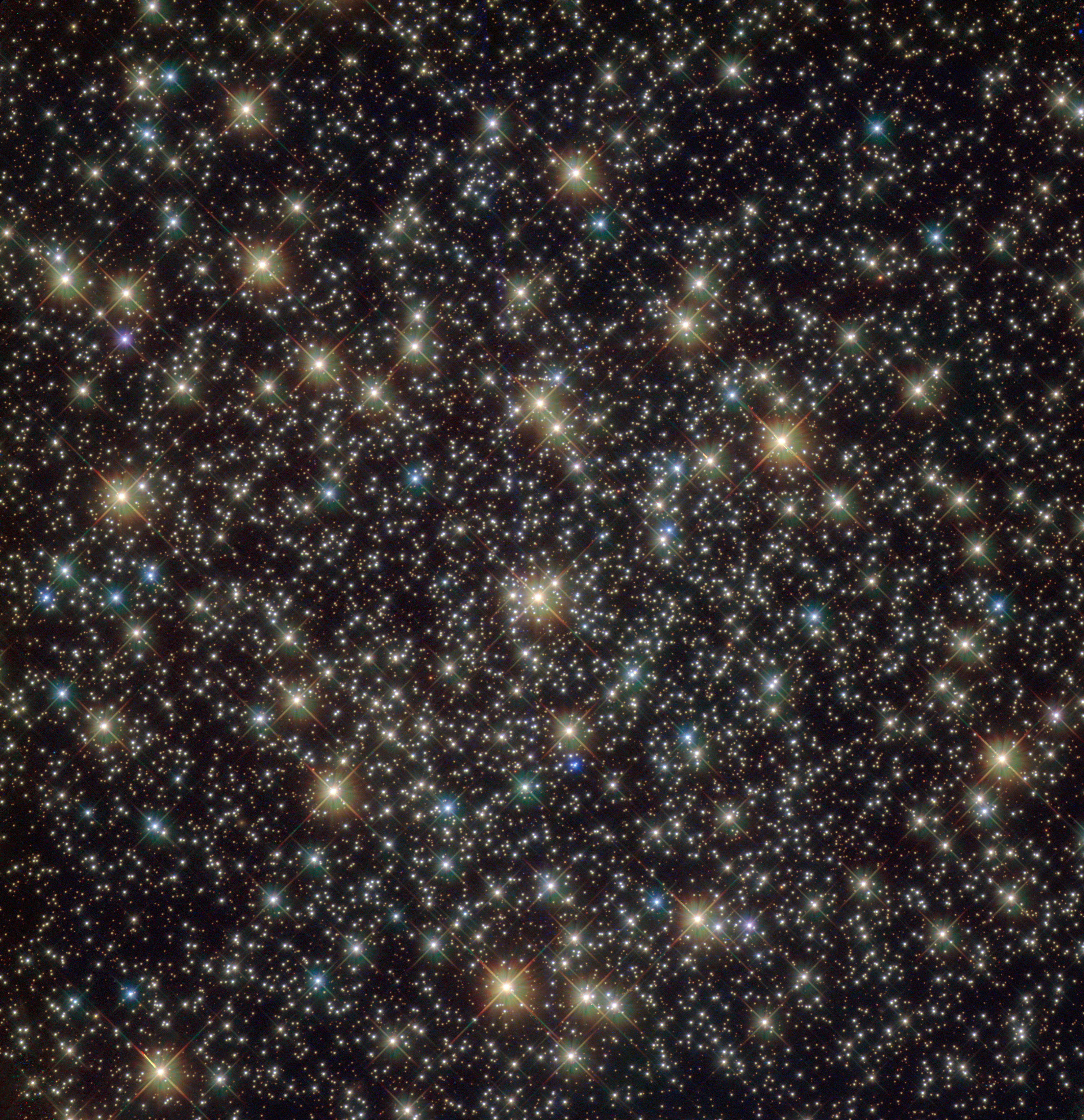
Des astronomes ont découvert un trou noir à l'intérieur de l'amas globulaire NGC 3201.

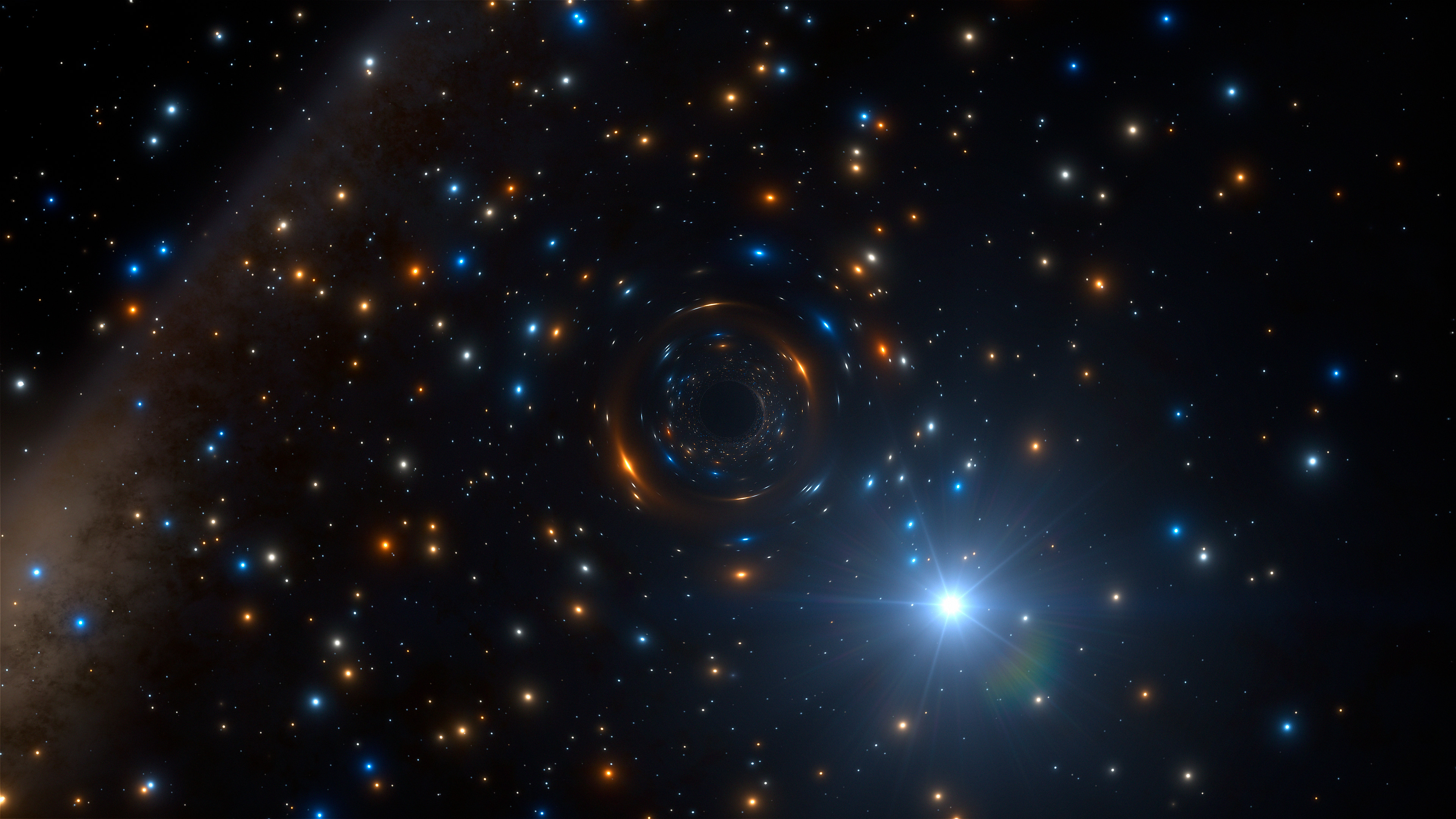
Illustration artistique du trou noir de NGC 3201.

En utilisant le spectrographe 3D MUSE installé sur le Très Grand Télescope (VLT) de l'Observatoire européen austral (ESO), les astronomes ont découvert dans l'amas globulaire NGC 3201 une étoile qui se meurt et dont le comportement est très étrange. Cette étoile est sur le point de quitter la séquence principale dans son évolution, car son carburant est presque épuisé. L'orbite de cette étoile laisse supposer la présence d'un trou noir au sein de l'amas. C'était le premier trou noir découvert dans un amas globulaire. La masse de ce trou noir est estimée à 4,36 masses solaires. On pense grâce aux observations en rayon X de ces amas qu'ils pourraient contenir beaucoup plus de trous noirs qu'imaginé.

## Galerie

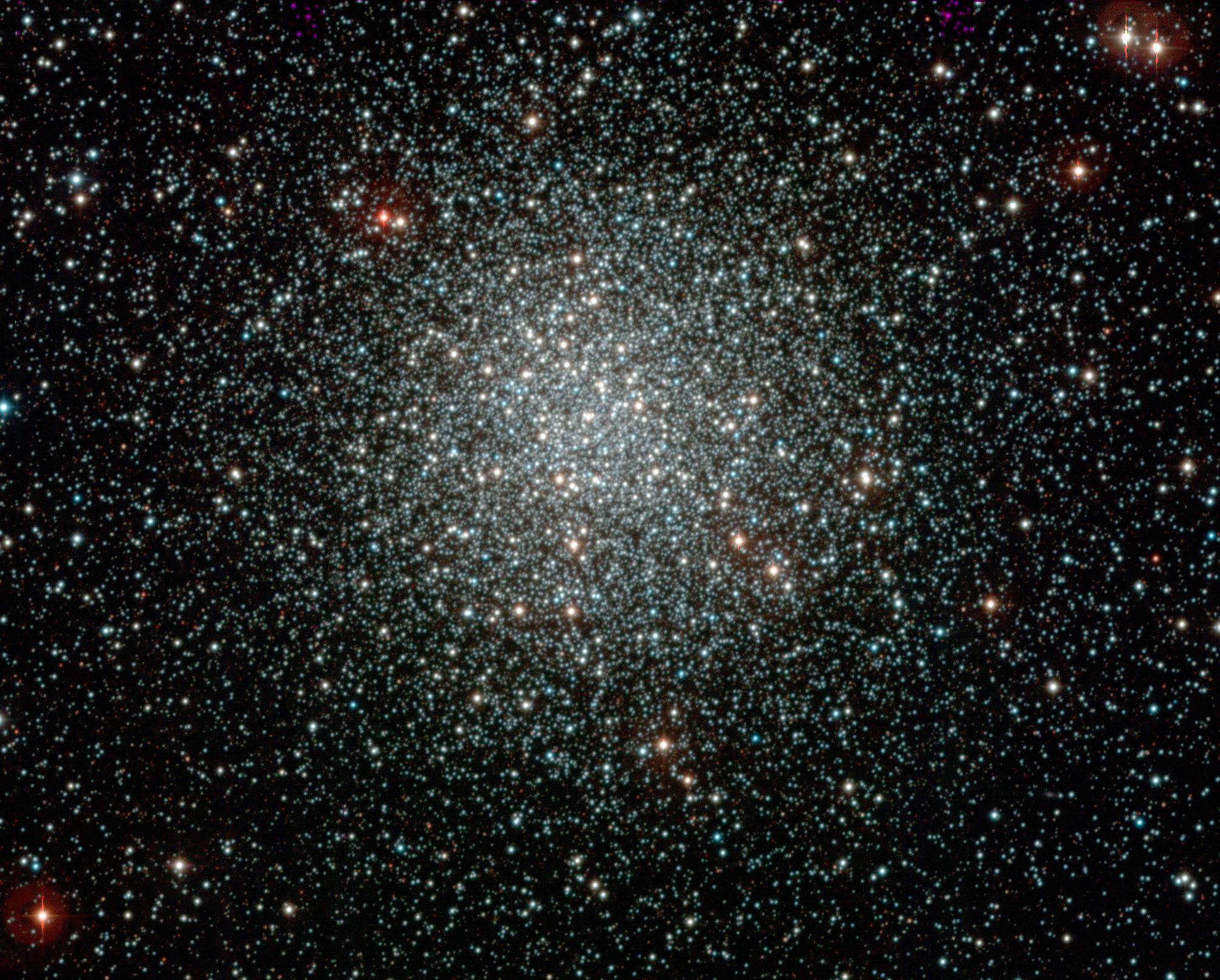
Image en couleurs composites de NGC 3201 obtenue avec l'instrument WFI (Wide-Field Imager) de l'ESO/MPG, télescope de 2.2 mètres à l'Observatoire de La Silla.
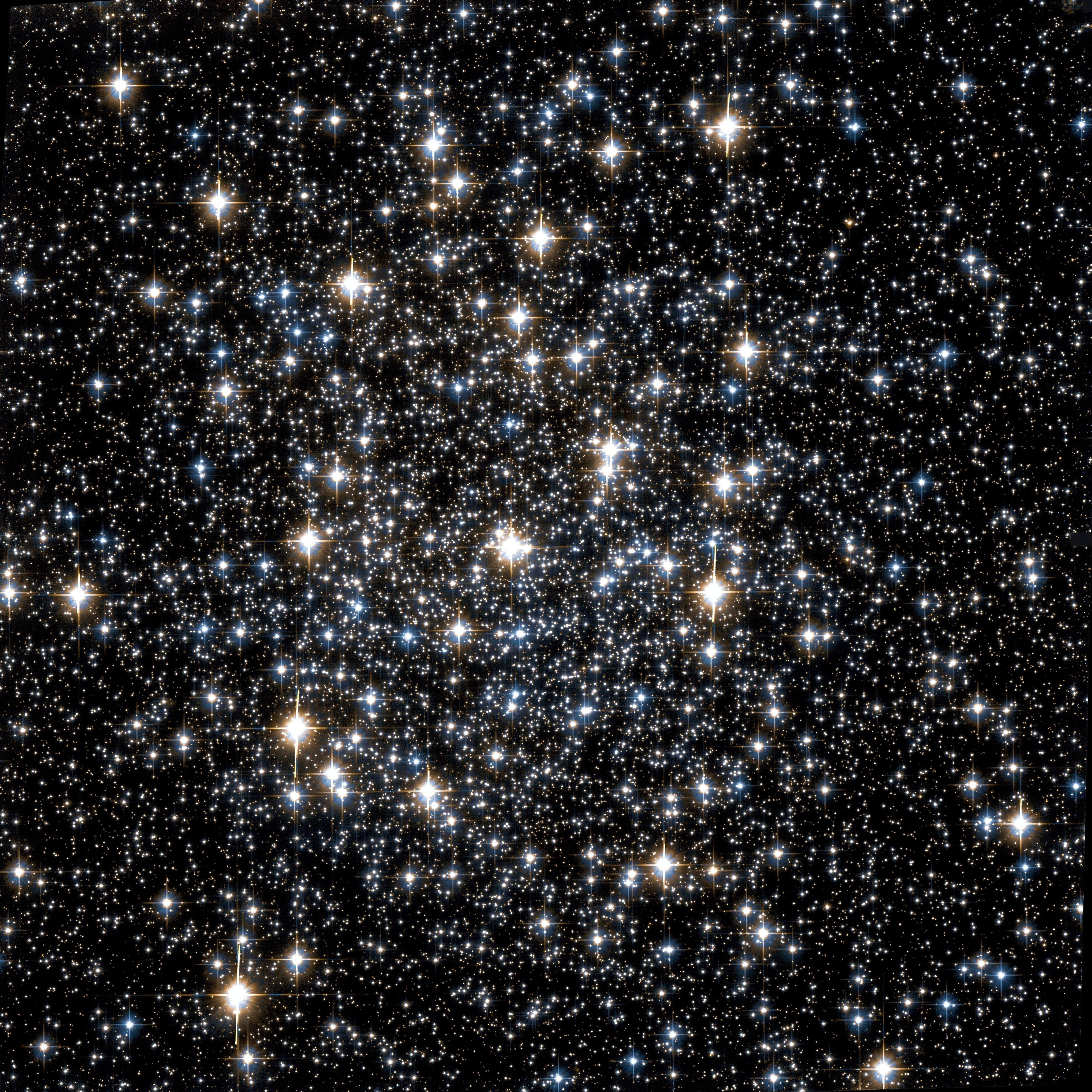
Image de NGC 3201 obtenue avec le télescope spatial Hubble.
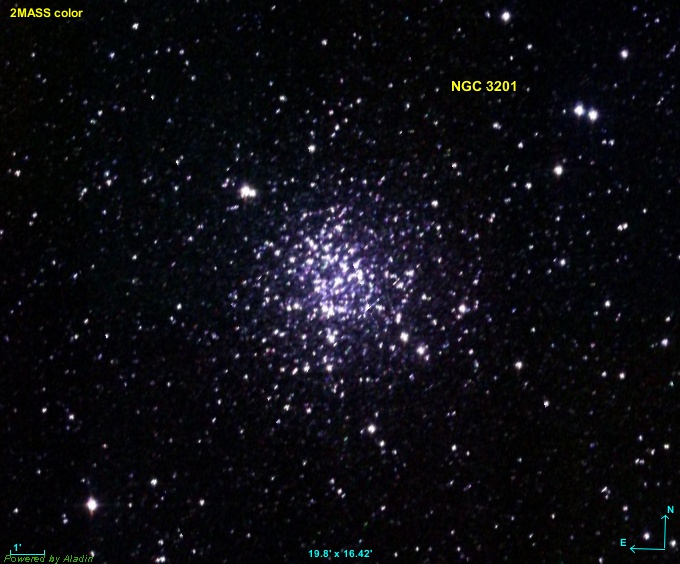
NGC 3201 dans le domaine de l'infrarouge par l'étude 2MASS.
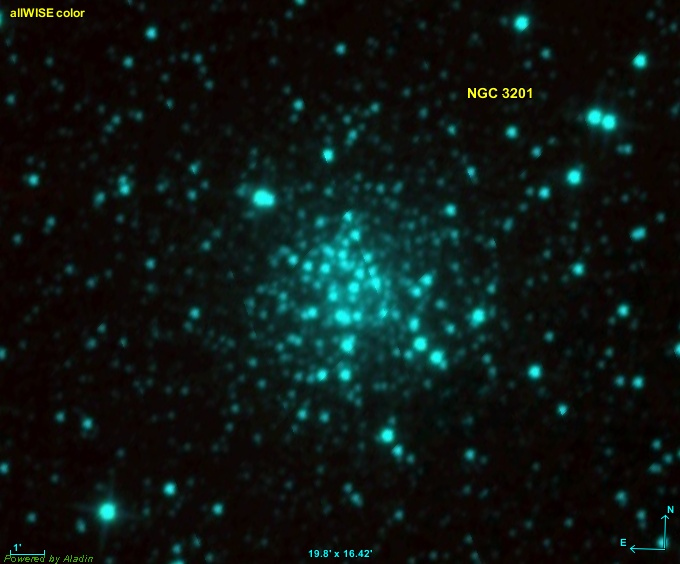
Autre image de NGC 3201 dans le domaine de l'infrarouge par le satellite WISE.